# Кук, Джек Кент
Джек Кент Кук (англ. Jack Kent Cooke, 25 октября 1912 — 6 апреля 1997) — канадский предприниматель и бывший владелец команд «Вашингтон Редскинз» (НФЛ), «Лос-Анджелес Лейкерс» (НБА) и «Лос-Анджелес Кингз» (НХЛ). Под его руководством были построены стадионы «Форум» в Инглвуде (штат Калифорния) и «Федэкс-филд» рядом с Лэндовером (штат Мэриленд).

## Биография

### Вашингтон Редскинз
В 1961 году Джек Кент Кук купил 25 % футбольной команды «Вашингтон Редскинз» после того как основатель и владелец клуба Джордж Престон Маршалл стал инвалидом после сердечного приступа. В 1974 году он стал основным владельцем Редскинз, а в 1985 команда полностью перешла в его собственность.
Во время его владения командой, клуб выиграл три Супербоула в 1982, 1987 и 1991 годах. В 1997 году Кук договорился о строительстве нового стадиона рядом с Лэндовером. Место было названо Raljon — комбинация имён его сыновей Ральфа и Джона. Вскоре после начала строительства Кук умер и стадион был назван в его честь — стадион имени Джека Кент Кука. В 1999 году титульным спонсором сооружения стала компания FedEx и стадион был переименован в «Федэкс-филд».
В своём завещании, Кук оставил клуб и стадион в собственности своего фонда с инструкцией продать его. Его сын, Джон Кент Кук, попытался выкупить команду и оставить её в семье, однако местный предприниматель Дэниель Снайдер купил команду за рекордные 800 млн долларов.

### Лос-Анджелес Лейкерс
В сентябре 1965 году Кук купил клуб Национальной баскетбольной ассоциации «Лос-Анджелес Лейкерс» за 5 млн долларов у Боба Шорта. Во время его владения командой, «Лейкерс» переехали из мемориальной спортивной арены Лос-Анджелеса в «Форум» и изменили цвета с темно-синего и голубого на фиолетовый и золотой (до сих пор являются цветами команды). Клуб 7 раз выходил в финал НБА и завоевал чемпионство в 1972 году.

### Лос-Анджелес Кингз
В 1966 году руководство Национальной хоккейной лиги объявило, что планирует продать права на шесть новых команд и Кук приготовился сделать своё предложение. Однако руководители мемориальной спортивной арены Лос-Анджелеса поддерживали другую группу, возглавляемую владельцем «Лос-Анджелес Рэмс» и желающую заполучить новую хоккейную команду. Они предупредили Кука, что если он выиграет права на клуб, то ему не разрешат использовать их спортивное сооружение для проведения домашних игр. В ответ Кук пригрозил построить новую спортивную арену в пригороде Лос-Анджелеса — Инглвуд. Через 30 лет в интервью Los Angeles Times Кук рассказал, как один из представителей руководства арены рассмеялся над его словами. В итоге, Кук стал владельцем нового клуба, заплатив 2 млн долларов, который он назвал «Кингз». Первую игру «Кингз» сыграли 14 октября 1967 года в «Лонг-Бич-арене», пока новый стадион строился в Ингвуде.
Кук заявил, что Форум станет «самой красивой ареной в мире». Открытие арены состоялось 30 декабря 1967 года. В 1979 году Кук продал «Кингз», «Лейкерс» и «Форум» Джерри Бассу.

### Лос-Анджелес Вулвз
В 1967 году Кук основал футбольную лигу United Soccer Association и стал владельцем команды «Лос-Анджелес Вулвз».